# Xã Elmira, Quận Codington, South Dakota
Xã Elmira (tiếng Anh: Elmira Township) là một xã thuộc quận Codington, tiểu bang Nam Dakota, Hoa Kỳ. Năm 2010, dân số của xã này là 442 người.